# Battaglia di Poitiers (732)
La battaglia di Poitiers o battaglia di Tours fu combattuta nell'ambito delle guerre di espansione araba in Europa nell'ottobre del 732 tra l'esercito arabo-berbero musulmano di al-Andalus, comandato dal suo governatore, ʿAbd al-Raḥmān b. ʿAbd Allāh al-Ghāfiqī, e quello dei Franchi di Carlo Martello, maestro di palazzo dei re merovingi. La data esatta resta incerta, ma la maggioranza degli storici propende per il 25 ottobre. L'effettiva portata storica della battaglia è stata diversamente valutata nel corso del tempo. 

## Preludio
Il wālī musulmano si era spinto, attraverso l'Aquitania, verso Bordeaux e puntava in direzione della città di Tours e della sua basilica, dedicata a Martino di Tours, per depredarla. Non è escluso che, in mancanza di reazioni, la razzia si sarebbe potuta trasformare in ulteriore avanzata e in un'azione di conquista.
Eudes (Oddone), duca della marca d'Aquitania, che in precedenza aveva avuto utili intese coi musulmani e pessime invece con Carlo, tentò di arrestare il passaggio dell'esercito musulmano, ma fu sconfitto nella battaglia della Garonna. Fu allora costretto a chiedere suo malgrado l'intervento del potente maggiordomo di Austrasia e Carlo si presentò con un composito esercito, essenzialmente composto da Franchi, con forti presenze di Gallo-latini e di Burgundi e con minori aliquote di Alemanni, di abitanti dell'attuale Assia e Franconia, di Bavari, di genti della Foresta Nera, di volontari Sassoni e, forse, di Gepidi e di cavalleria leggera visigota, con imprecisabili quantità di contingenti composti da altre popolazioni germaniche. Tanto poco Carlo era preoccupato che non proclamò alcuna mobilitazione generale (lantweri), limitandosi a un semplice bannum (mobilitazione parziale).

## Svolgimento

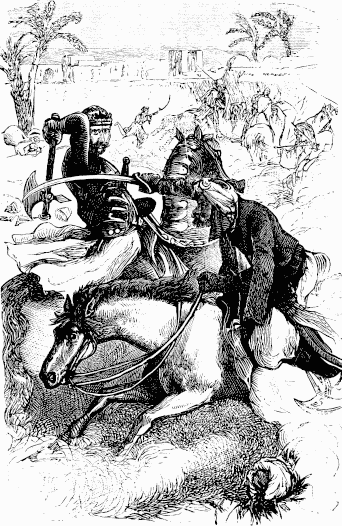
Battaglia di Poitiers (stampa del 1880)

Secondo la ricostruzione fatta da Arborio Mella, Carlo Martello accettò di venire in soccorso di Oddone a patto che a lui spettasse il comando supremo dell'esercito coalizzato, il che venne ufficializzato con un solenne giuramento sulle reliquie dei santi conservati nella cattedrale di Reims. Il piano di Carlo Martello era quello di schierare la fanteria pesante franca alla confluenza di due fiumi, il Clain e il Vienne, in modo che fosse protetta sui fianchi dai corsi d'acqua contro i quali non era possibile un'azione decisiva della cavalleria nemica.
La fanteria di prima linea era composta soprattutto da uomini armati della tradizionale ascia (la francisca), mentre in seconda linea erano schierati fanti armati di picche e giavellotti, in modo che ai fanti armati di ascia toccasse il compito di tenere il corpo a corpo con la fanteria leggera musulmana, e ai fanti armati di picche e di lance quello di tener a debita distanza la cavalleria avversaria. La cavalleria di Oddone era invece mimetizzata in un bosco con un duplice incarico: intervenire al momento concordato per depredare il campo musulmano sguarnito e attaccare il fianco destro della formazione avversaria, una volta che questo si fosse sbilanciato, per eliminare la seconda fila dei fanti franchi.
I musulmani invece si schierarono nel seguente modo: l'ala sinistra era formata da cavalleria leggera e si «appoggiava» al fiume Clain; la parte centrale, composta interamente da fanti e arcieri, si era posizionata sull'antica via romana, mentre l'ala destra del fronte musulmano era schierata su una bassa collina. Dietro a ognuna delle due ali vi erano due schieramenti di dromedari da trasporto: gli arabo-berberi infatti sapevano che l'odore pungente di questi animali poteva far imbizzarrire i cavalli dei Franchi smobilitandone le schiere.
La formazione iniziale era quella tipica a forma di mezzaluna, con le cavallerie un po' avanzate rispetto alle fanterie e disposte a tenaglia allo scopo di stringere il nemico sulle ali e accerchiarlo. Dopo che gli eserciti si furono fronteggiati, addirittura per una settimana, cominciò la vera e propria mischia, dall'alba al tramonto: i musulmani si lanciarono all'attacco per primi facendo partire le cavallerie dei berberi che investirono i fanti cristiani con una vera e propria pioggia di giavellotti, concentrando ripetuti assalti nelle zone del fronte avversario dove credevano possibile l'apertura di un varco.
La linea di condotta di Carlo Martello fu quella di non cadere nella "trappola" della tattica musulmana dell'al-qarr wa al-farr, cioè dell'attacco seguito da una programmata ritirata, mirante a illudere l'avversario dell'imminenza di una facile vittoria e di un ancor più facile bottino, per poi portare un improvviso e inatteso nuovo attacco. Ordinò dunque che i suoi guerrieri attendessero l'attacco senza altra reazione che non fosse quella del momentaneo eventuale corpo a corpo, impartendo severe disposizioni affinché i suoi uomini non cadessero nella tentazione dell'inseguimento del nemico in apparente fuga.
Il suo «muro di ghiaccio» resse splendidamente, forte anche della scarsa velocità delle sue cavalcature europee che s'accompagnava però a una loro maggior solidità, a fronte dell'agilità della cavalcature arabo-berbere, ma d'una loro scarsa resistenza e d'una minor mole. L'espediente del diversivo sul campo musulmano fu decisivo per far retrocedere parte della cavalleria nemica all'inseguimento di quella aquitana, lasciando così senz'alcuna copertura gli arcieri nemici che vennero letteralmente massacrati dalla fanteria franca. Quando gran parte della cavalleria dei musulmani era ormai persa contro gli scudi, ma soprattutto contro le picche dei fanti cristiani, Carlo Martello diede un segnale che fece sbucare, dal bosco in cui era nascosta, la cavalleria di Oddone, che caricò il fianco destro dei musulmani, travolgendolo e mettendolo in fuga.
Nel frattempo cominciava l'avanzata compatta della fanteria che, abbandonate le posizioni di partenza, travolse tutto ciò che le si poneva di fronte. I fanti musulmani, privi di corazzatura, non potevano reggere il corpo a corpo con i robusti guerrieri del Nord, pesantemente armati. Dallo scontro si passò quindi alla carneficina, che durò fino al tramonto quando anche ʿAbd al-Raḥmān venne ucciso da un colpo d'ascia, infertogli forse dallo stesso Carlo Martello. Quando si sparse questa notizia gli arabo-berberi sopravvissuti scapparono rapidamente, lasciando sul terreno feriti e tende, ma soprattutto il bottino conquistato durante tutte le razzie in Aquitania.
La storiografia araba dà una descrizione molto diversa dell'andamento della battaglia: secondo questa versione, i cavalieri berberi sarebbero riusciti a far breccia nelle file dei Franchi, ma quando alcuni di questi si diressero verso l'accampamento musulmano, molti guerrieri arabi sarebbero accorsi per proteggere il bottino, sfaldando lo schieramento e dando la vittoria ai cristiani. Gli islamici caddero in gran numero, tanto che i cronisti musulmani definirono il teatro di quella battaglia come «il lastricato dei màrtiri» (balāt al-shuhadāʾ), in quanto gran parte del massacro avvenne lungo la strada romana che lo schieramento musulmano teneva alle proprie responsabilità.

## Conseguenze e significato
La battaglia sul breve termine non fu determinante, in quanto i Franchi, l'indomani, scoprirono che i musulmani si erano ritirati col favore delle tenebre. Anche da un punto di vista tattico, il risultato fu abbastanza contenuto, dal momento che la minaccia musulmana non era stata fermata - tant'è che, un decennio dopo, gli Arabi conquisteranno le città provenzali di Avignone e Arles (744), anche se mai più sarebbero ritornati tanto a nord - e i musulmani di Spagna erano in grado di armare un altro esercito in tempi assai brevi, anche se i vuoti lasciati dalle perdite furono considerevoli.
Invece, sotto un profilo strategico essa fu decisamente di grande portata, più che per aver fatto fallire il piano delle forze musulmane, per aver invece fornito il destro a Carlo Martello di gettare le prime basi di un ambizioso futuro imperiale per sé e la sua casata che sarebbe stato poi portato a pieno compimento dal nipote Carlo Magno.
A giudizio dello storico belga Henri Pirenne, la battaglia di Poitiers «non ha l'importanza che le si attribuisce» perché «segna la fine di un'incursione ma in realtà non arresta nulla». I musulmani, infatti, proseguirono le loro scorrerie negli anni immediatamente successivi. Secondo Pirenne, inoltre, «se Carlo fosse stato vinto non ne sarebbe risultato che un saccheggio più considerevole del Paese».
Il bizantinista Georges Ostrogorsky è del parere che «nella grande lotta per la difesa dell'Europa dall'avanzata araba» la vittoria «più grande» fu in realtà quella conseguita dall'Imperatore bizantino Costantino IV Pogonato, che nel 674, nell'assedio di Costantinopoli, respinse «l'offensiva più minacciosa da parte araba cui il mondo cristiano abbia mai dovuto far fronte». «Costantinopoli - scrive - era l'ultimo argine che si opponeva all'invasione. Il fatto che questo argine abbia retto significò la salvezza non solo dell'impero bizantino, ma di tutta la cultura europea».
Va detto però che molti storici dell'Ottocento e della prima metà del Novecento (tra cui Gibbon, Kurth, Schlegel, Hallam) confermavano l'importanza tradizionalmente attribuita alla battaglia, con considerazioni varie. A essi si uniscono alcuni storici moderni. Deviosse fa ad esempio notare, a sostegno della criticità della vittoria franca, che gli Arabi abbandonarono il loro bottino nella fuga e che mai più si sarebbero spinti tanto a nord nel territorio gallico. Bennet osserva: «Poche battaglie sono ricordate 1000 anni dopo esser state combattute [...] ma la Battaglia di Tours è un'eccezione [...] Carlo Martello fece ritornare indietro un'avanzata musulmana che avrebbe potuto conquistare la Gallia, se le fosse stato concesso di continuare». Paul Davis scrive: «Se i musulmani avessero vinto a Tours, è difficile immaginare come si sarebbe potuta organizzare la popolazione in Europa per resistere loro».
Negli ambienti cristiani della penisola iberica, già in buona parte occupata da berberi e saraceni, la battaglia fu percepita come un evento carico di un forte significato simbolico, per il quale l'Occidente cristiano ritenne di aver fermato l'espansione araba. Proprio nel descrivere questa battaglia, pochi anni dopo, il monaco lusitano Isidoro Pacensis nelle sue Cronache, usa per la prima volta l'aggettivo «europei» per attribuire un'identità collettiva ai guerrieri che, per la prima volta, avevano fermato gli invasori musulmani.

## Riferimenti nella cultura di massa
La vicenda della battaglia di Poitiers fa da sfondo alla canzone satirica Carlo Martello ritorna dalla battaglia di Poitiers, scritta da Paolo Villaggio e cantata da Fabrizio De André. Seppur la vicenda narrata nel brano non presenti poi alcuno spunto storico tratto dalla battaglia reale, la canzone rappresenta comunque una delle rare e più importanti apparizioni della battaglia nella cultura di massa italiana.